# Vacquières
Vacquières är en kommun i departementet Hérault i regionen Occitanien i södra Frankrike. Kommunen ligger i kantonen Claret som tillhör arrondissementet Montpellier. År 2022 hade Vacquières 757 invånare.

## Befolkningsutveckling
Antalet invånare i kommunen Vacquières
Referens:INSEE